# Carton

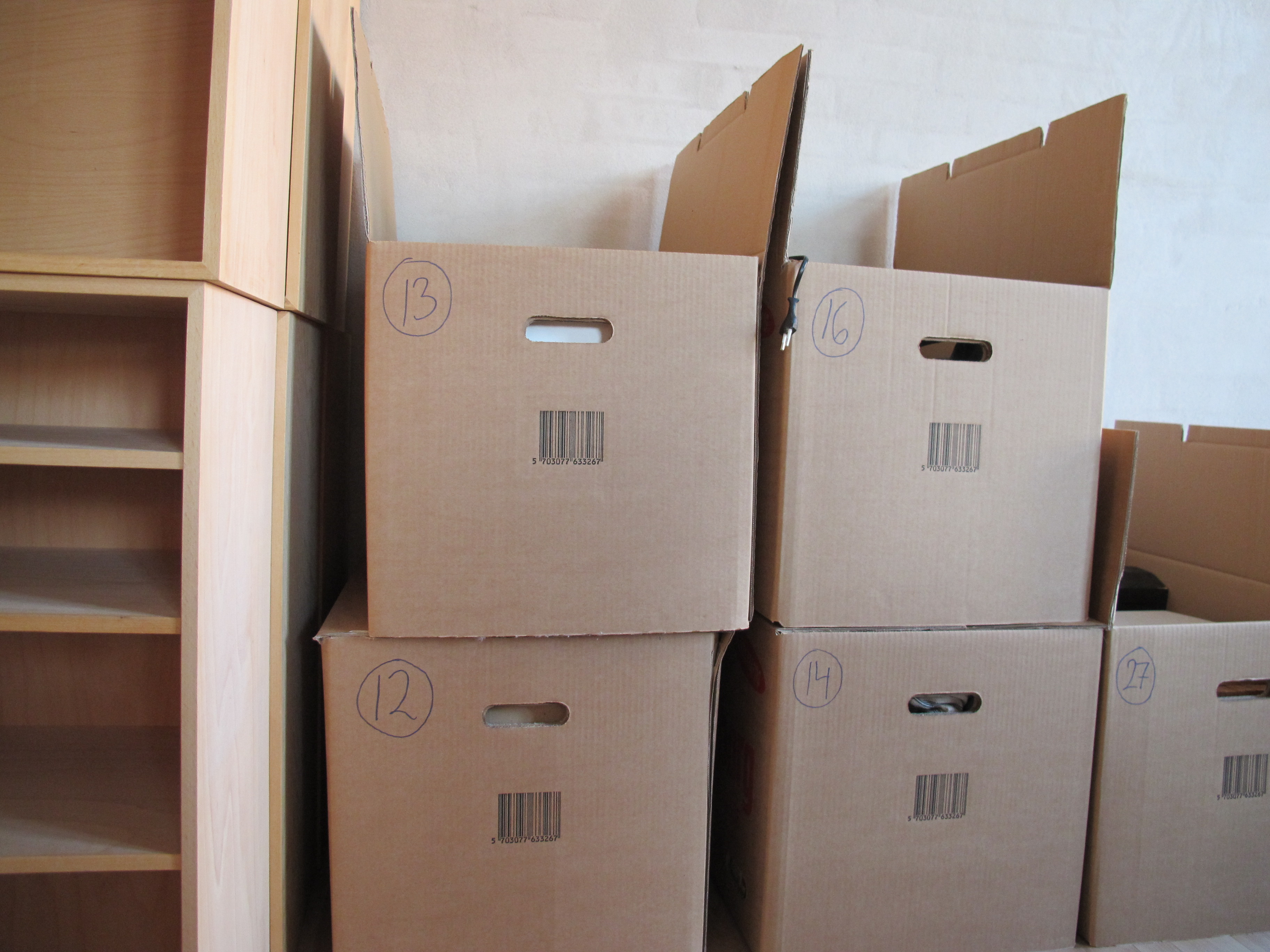
Cutii de carton

Cartonul (în italiană cartone) reprezintă o hârtie groasă și rigidă. Un m² de carton cântărește peste 250 g. Fabricarea lui este similară cu cea a hârtiei obișnuite. După destinație, se deosebesc:
- carton pentru ambalaj și legătorie:, din care se confecționează cutii, lădițe, coperte de cărți, dosare etc;
- carton pentru izolații termice, acustice și electrice;
- carton de galanterie, folosit la căptușirea genților, servietelor etc;
- carton pentru matrice, folosit la confecționarea matricelor tipografice;
- carton de construcție, întrebuințat la căptușeala pereților și la confecționarea acoperișurilor.

## Sursă
- Enciclopedia sovietică moldovenească, Chișinău, 1972, vol. 3, p. 225